# Sam Trümpy
Samuel „Sam“ Trümpy (* 13. März 1941 in Glarus; † 11. November 2003 ebenda) war ein Schweizer Jazzmusiker (Klarinette, Sopran-, Alt- und Tenorsaxophon, Komposition, Arrangements) und Koch.

## Leben und Wirken
Trümpy erhielt zunächst Klavierunterricht, dann ersten Klarinettenunterricht in der Knabenmusik Glarus; ab 1958 folgten Klarinettenlektionen bei Henri Freivogel an der Jazzschule Zürich. Er wandte sich zunächst dem traditionellen Jazz zu und spielte ab 1959 mit den Flat Feet. Von 1960 bis 1967 gehörte er zu den Lucky Tremblers. Nach zweijährigem Aufenthalt in New York City wurde er 1969 Mitglied der City Workshop Band, für die er auch (als Autodidakt) komponierte. Im selben Jahr wurde er auch Mitglied der Glarona Jazz Tigers. 1978 gründete er die erste Bigband im Kanton Glarus, die Glarona Big Band, die bis 1989 bestand. Seit 1976 gehörte er zu Coalition bzw. aus ihr hervorgehenden Bands wie der Jazz Coalition, New Coalition und Vocoalition. Zudem war er seit 1988 Mitglied des Saxophonquartetts Saper Sux.
1980 wurde Trümpy für seine Verdienste um den Jazz des Kantons mit dem Glarner Kulturpreis ausgezeichnet. Werner Tian Fischer organisierte 2007 die Schweizer Tournee der Sam Trümpy Memorial Jazz Coalition, die auch ein Album mit Kompositionen von Trümpy einspielte.

## Diskographische Hinweise
- The City Workshop Band: Sunrise (TCWB 1969)
- The City Workshop Band: Annerösli (Liverpool, 1970)
- The City Workshop Band: Swing It (1975)
- Jazz Coalition: Das ist mein Glarus (Patria 1976)
- Glarona Jazz Tigers: Swinging Tigers (1976)
- Jazz Coalition: That's All! (JC, 1982)
- Glarona Big Band: On Tour (UNH, 1983)
- Glarona Big Band: Another Tribute to Sammy Nestico (MR, 1986)
- Jazz Coalition: Minor League (Elchi, 2000)